# Torkos Mihály
Torkos Mihály (? – 1801. augusztus 24.) a Dunáninneni evangélikus egyházkerület püspöke 1761-től haláláig.
1761-től haláláig a német egyházközség lelkésze volt Modorban (Pozsony megye) és több évig a pozsonyi kerület szuperintendense. 

## Munkája
- Der überschwengliche Segen derer, unter welchen Gott selbst in seinem Hause ein Gedächtniss seines Namens gestiftet, wurde bey feierlicher Einweihung des neu-erbauten Evangelischen Bethauses in ... St. Georgen den 12. Oktober 1783 ... vorgestellet. Pressburg.